# Division (métro de Chicago)
Pour les articles homonymes, voir Division (homonymie).
Division est une station souterraine de la ligne bleue du métro de Chicago. Elle se trouve au niveau de « Polonia Triangle » (carrefour de Milwaukee Avenue, Ashland Avenue et de Division Street) à proximité du quartier de Wicker Park dans le secteur de West Town. Il s'agit d'un secteur très prisé par la communauté polonaise de la ville. C’est une station typique du Milwaukee-Dearborn Subway qui à comme le reste de ce tronçon a ouvert ses portes en 1951.
C’est la première station du Milwaukee-Dearborn Subway en venant de la O'Hare Branch  en direction de Forest Park. 
1 482 204 passagers l’ont utilisée en 2008.

## Les correspondances avec lebus
Avec les bus de la Chicago Transit Authority :
- #9 Ashland (Owl Service - Service de nuit)
- #X9 Ashland Express
- #56 Milwaukee
- #70 Division

## Dessertes
| Nord/Ouest            |  |             |  | Sud/Est                  |
| --------------------- |  | ----------- |  | ------------------------ |
| Damen vers O'Hare     |  | ligne bleue |  | Chicago vers Forest Park |
| modifier sur Wikidata |  |             |  |                          |